# 클로토 (신화)

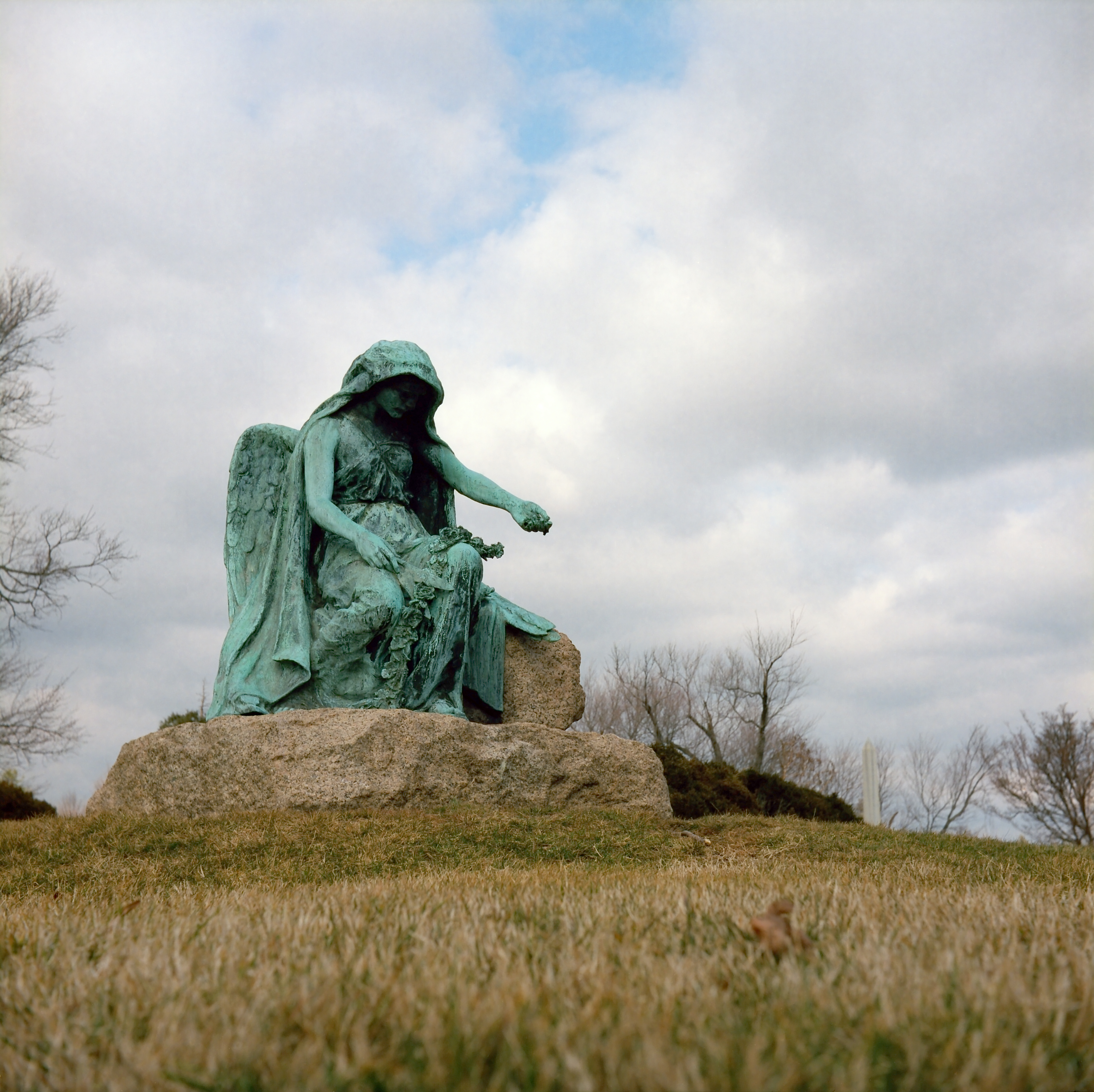

클로토(Κλωθώ, Klotho)는 그리스 신화의 운명의 삼녀신 즉 모이라이의 일주로, 장녀로 여겨진다. 그 이름은 '뽑는 사람'을 의미한다.

## 개설
모이라이(μοῖρα, moira)는 원래 '할당'이라는 의미로, 인간은 '수명'을 할당된 것으로서 가장 큰 관심이 있었고, 수명, 죽음, 그리고 생명 등과도 관련지었다. 또 출산의 여신인 에일레이티이아와도 관련지어 이윽고 운명의 여신으로 여겨졌다.
처음은 단수로 한 명의 여신이었지만, 후에 삼녀신으로 1조가 되어, 복수형으로 모이라이(Μοῖραι, Moirai)로 불리게 되었다. 인간 개개인의 운명은 실의 길이나 그 변용으로 생각해 클로토는 그녀가 손에 넣는 실패봉으로부터 꺼내 뽑아 운명의 실로 (클로토는 그러므로 '뽑는 사람'이다), 인간에게 운명을 '할당하는 사람'이 라케시스로, 3명째의 아트로포스가 이 실을 잘랐다. 이렇게 인간의 수명은 정해지는 것이다.

### 모이라이들의 어머니
세 명의 모이라이를 이러한 이름으로 부르고 있는 것은 헤시오도스다. 헤시오도스는 '신통기'의 최초의 분에서는 모이라이를 닉스의 딸이라고 노래했다. 한편, 같은 노래 속의 후반으로는 제우스의 왕위 계승과 여신들과의 혼례를 노래해, 최초의 아내 메티스와의 결혼식에서 아테나 여신이 태어난 것을 노래해, 두번째에 아내가 된 테미스 여신과의 사이에, 계절의 여신 호라이들, 즉 에우노미아(질서), 디케이(정의), 에이레이네이(평화) 등이 향기로운 여신을 벌 수 있었지만, 거기에 계속되어 운명의 삼녀신을 벌 수 있었다고 노래했다.
핀다로스는 신부로서의 테미스를 시중드는 사람으로서 세 명의 여신을 등장시키고 있다.

## 같이 보기
- 모이라이
- 닉스 (그리스 신화)
- 테미스
- 호라이
- 97 클로토

## 참고 문헌
- 고우즈 하루시게 '그리스·로마 신화 사전' 이와나미 서점
- 헤시오도스 '신통기' 이와나미 서점